# Lysimachia silvestrii
Lysimachia silvestrii là một loài thực vật có hoa trong họ Anh thảo. Loài này được (Pamp.) Hand.-Mazz. mô tả khoa học đầu tiên năm 1928.